# فاكوندو بارا
فاكوندو بارا (بالإسبانية: Facundoa Parra) (15 يونيو 1985 بوينس آيرس الأرجنتين - ) هو لاعب كرة قدم أرجنتيني، يلعب كمهاجم.

## وصلات خارجية
فاكوندو بارا على موقع قاعدة بيانات كرة القدم.إي يو (الإنجليزية)
- فاكوندو بارا على موقع Soccerway.com (الإنجليزية)
- فاكوندو بارا على موقع عالم كرة القدم.نت (الإنجليزية)
- فاكوندو بارا على موقع AS.com (الإسبانية)